# Effetto Joule-Thomson
In termodinamica, l'effetto Joule-Thomson, o effetto Joule-Kelvin, è un fenomeno per cui la temperatura di un gas reale aumenta o diminuisce in seguito ad una compressione o ad una espansione condotta ad entalpia costante, ovvero una trasformazione adiabatica dalla quale non si estrae alcun lavoro.
L'effetto è chiamato così perché osservato per la prima volta da James Prescott Joule e William Thomson, primo Barone di Kelvin, nel 1852 a seguito di un precedente lavoro di Joule sulla espansione di Joule in cui un gas si espande mantenendo costante l'energia interna.

## Descrizione
La relazione che lega temperatura, pressione e volume di un gas è descritta in modo semplice dalla legge dei gas. Quando il volume viene aumentato attraverso un processo irreversibile, le leggi dei gas non determinano univocamente cosa accada alla pressione ed alla temperatura del gas. Una espansione adiabatica reversibile, in cui il gas fa un lavoro positivo durante il processo di espansione, invece crea invariabilmente una diminuzione di temperatura.
Comunque, quando un gas reale (in contrapposizione a quanto avviene per un gas ideale) si espande liberamente a entalpia costante, la temperatura può sia aumentare che diminuire, in modo dipendente dalle condizioni iniziali di pressione e temperatura. Per una data pressione, un gas reale ha una temperatura di inversione Joule-Thomson (Kelvin): se l'espansione ad entalpia costante avviene ad una temperatura maggiore a quella di inversione si ha un aumento di temperatura, ad una temperatura minore a quella di inversione, al contrario, la stessa espansione provoca un raffreddamento. Per la maggior parte dei gas a pressione atmosferica, la temperatura di inversione è abbastanza elevata (più alta della temperatura ambiente), quindi la maggior parte dei gas a tali condizioni di temperatura e pressione vengono raffreddati attraverso una espansione isoentalpica. La variabilità dei valori della temperatura di inversione è legata all'entità delle interazioni molecolari esistenti nei gas reali.

## Il coefficiente di Joule-Thomson (Kelvin)

Coefficiente di Joule-Thomson per vari gas a pressione atmosferica.

Il coefficiente di Joule-Thomson (Kelvin) è definito come il cambiamento di temperatura rispetto al cambiamento di pressione in un processo Joule-Thomson:
{\displaystyle \mu _{JT}=\left({\partial T \over \partial P}\right)_{H}={\frac {{\frac {2a}{RT}}-b}{C_{p}}}}
dove a e b sono le costanti di Van der Waals, R la costante universale dei gas e Cp il calore specifico molare a pressione costante.
Il valore di {\displaystyle \mu _{JT}} dipende dal gas preso in esame, così come dalla temperatura e dalla pressione del gas prima dell'espansione. Per tutti i gas reali questo valore è uguale a 0 nel punto chiamato punto di inversione e, come spiegato sopra, la temperatura di inversione Joule-Thomson (Kelvin) è la temperatura alla quale il coefficiente cambia di segno.
In qualsiasi espansione, la pressione del gas diminuisce e quindi il segno di {\displaystyle \partial P} è sempre negativo. Ricordandoci questo, la tabella riportata in seguito spiega in modo schematico quando l'effetto Joule-Thomson scaldi o raffreddi un gas reale:
| Se il punto è                   | allora {\displaystyle \mu _{JT}} è | dato che la {\displaystyle \partial P} è | quindi {\displaystyle \partial T} deve essere | dunque il gas |
| ------------------------------- | ---------------------------------- | ---------------------------------------- | --------------------------------------------- | ------------- |
| dentro la curva di inversione   | positivo                           | sempre negativo                          | negativo                                      | si raffredda  |
| fuori dalla curva di inversione | negativo                           | sempre negativo                          | positivo                                      | si riscalda   |

L'elio, l'idrogeno e il neon sono dei gas per cui le temperature di inversione Joule-Thomson ad una atmosfera sono molto basse (per l'elio ad esempio è circa -222 °C). Quindi questi gas si riscalderanno se fatti espandere a entalpia costante a temperatura ambiente.
È da notare come {\displaystyle \mu _{JT}} sia sempre nullo nel caso di gas ideali (di gas cioè che non si scaldano né raffreddano se espansi ad entalpia costante).
Trasformazioni ad entalpia costante possono essere prese in considerazione anche per un generico sistema termodinamico, in tal caso: una trasformazione reversibile ad entalpia costante avviene in modo che {\displaystyle dH=TdS+VdP=0}, se in questa equazione sostituiamo l'espressione per il differenziale dell'entropia in termini di pressione e temperatura:
{\displaystyle dS=\left({\partial S \over \partial T}\right)_{P}dT+\left({\partial S \over \partial P}\right)_{T}dP}
Otteniamo:
{\displaystyle dH=T\left({\partial S \over \partial T}\right)_{P}dT+\left[T\left({\partial S \over \partial P}\right)_{T}+V\right]dP=0}
e poiché:
{\displaystyle \left({\partial S \over \partial P}\right)_{T}=-\left({\partial V \over \partial T}\right)_{P}}    e {\displaystyle C_{p}=T\left({\partial S \over \partial T}\right)_{P}}
risulta:
{\displaystyle dH=C_{P}dT+\left[-T\left({\partial V \over \partial T}\right)_{P}+V\right]dP=0}
da cui, esplicitando la variazione di temperatura per unità di variazione di pressione, otteniamo:
{\displaystyle \mu _{JT}={\frac {-\left({\partial H \over \partial P}\right)_{T}}{\left({\partial H \over \partial T}\right)_{P}}}={\frac {1}{C_{p}}}\left[T\left({\partial V \over \partial T}\right)_{P}-V\right]={\frac {v}{c_{p}}}\left[T{\frac {1}{v}}\left({\partial v \over \partial T}\right)_{P}-1\right]}
che esprime il coefficiente di Joule Thomson in termini del calore specifico a pressione 
costante, della temperatura e del coefficiente di espansione termica a pressione costante.
In particolare, da questa espressione si desume che il fenomeno di inversione della temperatura, ovvero la temperatura alla quale la temperatura si conserva lungo una trasformazione si ha quando il prodotto della temperatura per il coefficiente di espansione termica a pressione costante è uguale ad 1.

## Il meccanismo fisico
Quando un gas si espande la distanza media tra le sue molecole aumenta. Data la presenza di forze attrattive intermolecolari, l'espansione causa un aumento di energia potenziale del gas. Se non viene estratto lavoro dal sistema durante il processo di espansione ("espansione libera") e non viene trasferito calore, l'energia totale del gas rimane la stessa per la conservazione dell'energia. L'aumento di energia potenziale produce quindi una diminuzione dell'energia cinetica e quindi una diminuzione di temperatura del gas.
Un altro meccanismo ha invece effetti opposti: durante le collisioni tra le molecole del gas, l'energia cinetica viene temporaneamente convertita in energia potenziale. Mentre la distanza intermolecolare media aumenta, c'è una diminuzione del numero di collisioni per unità di tempo, che causa a sua volta una diminuzione dell'energia potenziale media. Dato che l'energia totale viene conservata questo comporta un aumento dell'energia cinetica media (e quindi della temperatura). Dentro la curva di inversione Joule-Thomson, il primo effetto (lavoro interno fatto contro le forze attrattive intermolecolari) domina e l'espansione libera causa una diminuzione della temperatura. Fuori dalla curva di inversione, il secondo effetto (diminuzione dell'energia potenziale associata alle collisioni) domina, l'espansione libera provoca un aumento di temperatura.

## Applicazioni
L'effetto Joule-Thomson in pratica viene ottenuto nei seguenti modi:
- Il gas reale è lasciato espandere attraverso una valvola che deve essere molto ben isolata per prevenire qualsiasi scambio di calore da e verso il gas.
- Non ci deve essere lavoro estratto dal gas durante l'espansione (il gas non si deve espandere attraverso una turbina, ad esempio).

L'effetto è utilizzato nel processo Linde come processo standard nell'industria petrolchimica, dove l'effetto di raffreddamento è utilizzato per liquefare i gas a seguito del susseguirsi di cicli di compressione-refrigerazione-rapida espansione. L'effetto è anche utilizzato in molte applicazioni criogeniche (ad esempio per la produzione di ossigeno, azoto e argon liquido). Solo quando il coefficiente di Joule-Thomson per il gas trattato alla temperatura di utilizzo è maggiore di zero il gas può essere liquefatto in un ciclo di Linde. In altre parole, un gas deve essere al di sotto della sua temperatura di inversione per essere liquefatto: per questa ragione, semplici condensatori a ciclo di Linde non possono essere utilizzati per liquefare elio, idrogeno e neon.